# Alex Dowsett
Alex Dowsett (Maldon, Essex, Anglaterra, 3 d'octubre de 1988) fou un ciclista anglès, professional des del 2011 fins al 2022.
En el seu palmarès destaca el Campionat d'Europa de contrarellotge sub-23 del 2010, el Campionat del Regne Unit en contrarellotge del 2011, 2012, 2013, 2015, 2016 i 2019; i sobretot, una etapa al Giro d'Itàlia de 2013.
El 2 de maig de 2015 aconseguí el rècord de l'hora amb 52,937 quilòmetres recorregut, superant la distància aconseguida per Rohan Dennis el febrer passat. Aquest rècord li va durar poc més d'un mes, ja que el seu compatriota Bradley Wiggins el superà el 7 de juny del mateix any.

## Palmarès
- 2005
  -  Campió del Regne Unit en contrarellotge júnior
- 2006
  -  Campió del Regne Unit en contrarellotge júnior
  - Vencedor d'una etapa al Tour al País de Vaud
- 2008
  -  Campió del Regne Unit en contrarellotge sub-23
- 2009
  -  Campió del Regne Unit en contrarellotge sub-23
- 2010
  -  Campió d'Europa en contrarellotge sub-23
  - 1r a la Crono de les Nacions-Les Herbiers-Vendée sub-23
  - Vencedor d'una etapa de la Cascade Classic
  -  Medalla de plata als Jocs de la Commonwealth en contrarellotge
- 2011
  -  Campió del Regne Unit en contrarellotge
  - Vencedor d'una etapa del Tour de Poitou-Charentes
  - Vencedor d'una etapa de la Volta al Regne Unit
- 2012
  -  Campió del Regne Unit en contrarellotge
- 2013
  -  Campió del Regne Unit en contrarellotge
  - Vencedor d'una etapa al Giro d'Itàlia
- 2014
  -  Medalla d'or als Jocs de la Commonwealth en contrarellotge
  - Vencedor d'una etapa al Circuit de la Sarthe
- 2015
  -  Campió del Regne Unit en contrarellotge
  - 1r a la Volta a Baviera i vencedor d'una etapa
- 2016
  -  Campió del Regne Unit en contrarellotge
  - Vencedor d'una etapa a la Volta a Polònia
- 2017
  - Vencedor d'una etapa al Circuit de la Sarthe
- 2019
  -  Campió del Regne Unit en contrarellotge
- 2020
  - Vencedor d'una etapa al Giro d'Itàlia

### Resultats al Giro d'Itàlia
- 2013. 148è de la classificació general. Vencedor d'una etapa
- 2018. 120è de la classificació general
- 2020. 120è de la classificació general. Vencedor d'una etapa
- 2021. Abandona (12a etapa)
- 2022. 134è de la classificació general

### Resultats al Tour de França
- 2019. 151è de la classificació general